# Hans Strobl (Jurist)
Hans Strobl (* 1956 in Neuenstein) ist ein deutscher Jurist und ehemaliger Generalstaatsanwalt des Freistaates Sachsen.

## Karriere
Nach dem Abschluss der juristischen Ausbildung wurde Strobl am 1. August 1985 zum Richter auf Probe im Justizdienst des Bundeslandes Baden-Württemberg ernannt. Ab August 1988 war er bei der Staatsanwaltschaft Mannheim tätig. Ab März 1994 war Strobl von dort an die Staatsanwaltschaft Dresden, ab Oktober 1995 an die Generalstaatsanwaltschaft Karlsruhe abgeordnet. Zum 1. Mai 1997 wurde Strobl in die sächsische Justiz versetzt und zum stellvertretenden Behördenleiter der Staatsanwaltschaft Chemnitz ernannt. Diese Aufgabe nahm er ab Juli 2000 auch bei der Staatsanwaltschaft Dresden wahr. Hieran schloss sich ab Januar 2002 eine Verwendung als Leitender Oberstaatsanwalt bei der Generalstaatsanwaltschaft Dresden an. Ab dem 1. September 2005 war Strobl Leitender Oberstaatsanwalt bei der Staatsanwaltschaft Leipzig, ab dem 1. März 2013 leitete er als Präsident das Amtsgericht Dresden.
Zum 1. November 2017 wurde Strobl zum Generalstaatsanwalt des Freistaates Sachsen ernannt. Er folgte damit Klaus Fleischmann, der zum 1. März 2017 in den Ruhestand getreten war. Während seiner Amtszeit wurde die Verfolgung antisemitischer Straftaten verschärft und verstärkt vom Instrument des beschleunigten Verfahrens Gebrauch gemacht. Die von ihm verfügte schärfere Verfolgung von Bagatellkriminalität wurde zum Teil kritisiert. Das Amt des Generalstaatsanwalts übte Strobl bis zum 31. Januar 2022 aus. Die sächsische Justizministerin Katja Meier würdigte Strobl für sein Engagement bei der Verfolgung von Hasskriminalität, der Vernetzung der Staatsanwaltschaften gegen Antisemitismus und gruppenbezogene Menschenfeindlichkeit sowie den Aufbau zentraler Strafverfolgungseinheiten im Bereich Cybercrime und extremistischer Straftaten. Sein Nachfolger im Amt wurde Martin Uebele.

## Veröffentlichungen
- mit Elisa Hoven und Jörg Kinzig, „Null Toleranz – Bagatellen bestrafen?“, KriPoZ 4/2019, S. 206–213